# Von Witten af Stensjö
von Witten af Stensjö var adlig ätt nummer 450 på Sveriges riddarhus. Ätten utslocknade 1659.

## Medlemmar
- Johan Witte var president i Holland. Gift med Dorothea Mach. 
  - Casper Witte, adlad von Witten av Stensjö, till Stensjö och Svenarum, båda i Svenarums socken och Småland. Han var född i Holland och inkom till Sverige och blev slutligen kapten. Han blev adlad 1649 V 3 (introducerades samma år under nummer 450). Han dog 11 april 1659 utan söner och slöt således själv sin adelsätt på svärdssidan samt är begraven på Svenarums kyrkogård, där hans och hans frus gravsten med deras namn och vapen uthuggna finns, samt en sorgefana, också med namn och vapen, i kyrkans kor uppsattes. 
    - Catharina, Gift med överstelöjtnanten Eric Axelsson, adlad Hillebard, nummer 629, till Thorarp, Catharineholm och Dänningerum.
    - Susanna som dog efter barnsäng 7 juli 1645 och begraven under föräldrarnas gravsten på Svenarums kyrkogård, där likväl hennes dödsår är felaktigt utsatt till 1655. Gift 1644 med översten Peder Jönsson Hammar, adlad Stålhammar, Nummer 496, till Hultsvik, Stensjö och Svenarum.